# Здание Русско-Азиатского банка (Новосибирск)
Здание Русско-Азиатского банка — двухэтажное здание в Центральном районе Новосибирска. Типичный пример доходного дома начала XX века. Памятник архитектуры регионального значения.

## История
Здание было построено в начале XX века на углу Николаевского проспекта и Болдыревской улицы.
В 1906 году в Новониколаевске открылось отделение Русско-Китайского банка, которое расположилось на втором этаже дома. Первый этаж занимали магазины готового платья братьев Мирович, «Россия», а также «Винно-колониальный магазин».
В 1910 году, после слияния Русско-Китайского и Северного банков, появился Русско-Азиатский банк. На первом этаже в тот период находились магазины компании «А. Ф. Второв и сыновья».
С 1985 года здание занимает Новосибирская областная юношеская библиотека.

## Описание
Двухэтажное здание Г-образной формы имеет цокольный этаж, который в северной части становится подвальным за счёт перепада рельефа.
Здание стоит на бутовых фундаментах, несущие стены — на ленточных, под колоннами внутреннего каркаса находятся столбчатые фундаменты.
Пиленые гранитные блоки облицовывают главные фасады.
Наружные стены сделаны из кирпича. Чердачное перекрытие деревянное, другие перекрытия здания кирпичные, имеют сводчатую форму по металлическим балкам.
Крыша стропильная с металлической кровлей.
Угол здания скошен, в нём расположен вход, над которым находится балкон с двупольной арочной дверью. Второй вход со стороны Красного проспекта тоже подчёркнут аттиком и балконом.
Здание сделано из лицевого кирпича («под расшивку»). Фигурный кирпич, в том числе треугольной формы, использован в декоре здания.
Главные архитектурно-художественные элементы: карниз, порталы дверей и обрамление окон.
Плоскость стен главных фасадов расчленены рустованными пилястрами. Руст украшает также стены первого этажа, которые завершаются межэтажным карнизом.
Оконные проёмы второго этажа имеют лучковое завершение с замком. На первом этаже большие окна прямоугольной формы указывают на коммерческий характер помещений. Одно из окон цокольного этажа украшено сохранившейся ажурной решёткой.
Здание завершено широким ступенчатым карнизом, декорированным зубчиками.
Декоративные криволинейные аттики придают дополнительный акцент фасадам. Кроме того, дополнительный архитектурный эффект создаётся с помощью цветового сочетания красно-коричневого кирпича с белыми швами и серыми гранитными блоками.
Со стороны двора декор здания бедный: окна обрамлены простыми наличниками, также имеется карниз

### Интерьер
Планировка здания зальная. Вдоль южного торцевого фасада расположена лестничная клетка. Двухмаршевая лестница имеет оборот на 180°. Ступени сделаны из гранитного массива, ограждения маршей выполнены из металлических кованых решёток с поручнем из дерева.
Со стороны Октябрьской улицы в трёх помещениях второго этажа сохранились профилированные штукатурные тяги, в зале первого этажа — колонны круглого сечения. Перекрытия имеют вид кирпичных сводиков.